# Unité formant colonie
En microbiologie, une unité formant colonie ou une unité formatrice de colonie (UFC) est utilisée pour estimer le nombre de bactéries ou de cellules fongiques viables dans un échantillon. La viabilité est définie comme la capacité de se multiplier via la fission binaire dans des conditions contrôlées. Le comptage d'UFC nécessite la culture des microorganismes et ne porte que sur les cellules viables, contrairement à d'autres analyses telles que la microscopie à épifluorescence ou la cytométrie en flux (qui compte toutes les cellules, vivantes ou mortes). L'apparition visuelle d'une colonie dans une culture cellulaire nécessite une croissance importante, et lors du comptage des colonies, il n'est pas certain que la colonie soit issue d'une seule cellule (elle peut l'être d'un groupe de cellules). L'expression des résultats en UFC reflète cette incertitude.

## Théorie

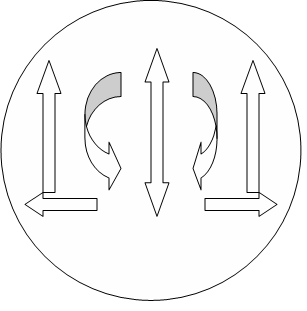
Une dilution faite avec des bactéries et de l'eau peptonée est placée dans une plaque d'agar (gélose pour numération en plaque ou agar plate count en anglais) pour les échantillons d'aliments ou gélose Trypticase soja pour les échantillons cliniques) et répartie sur la plaque en basculant dans le modèle illustré.

Le dénombrement sur gélose a pour but d'estimer le nombre de cellules présentes en fonction de leur capacité à donner naissance à des colonies dans des conditions spécifiques de milieu nutritif, de température et de temps. Théoriquement, une cellule viable peut donner naissance à une colonie par réplication. Cependant, les cellules solitaires sont une exception dans la nature, et il se peut que la colonie soit originaire d'une masse de cellules déposées ensemble ou physiquement proches. De plus, de nombreuses bactéries se développent en chaînes (comme Streptococcus) ou en amas (par exemple Staphylococcus). L'estimation du nombre de cellule par le comptage des UFC sous-estimera, dans la plupart des cas, le nombre de cellules vivantes présentes dans un échantillon pour ces raisons. En effet, le comptage des UFC suppose que chaque colonie soit séparée et fondée par une seule cellule microbienne viable.
Pour E. coli, le comptage est linéaire sur une plage de 30 à 300 UFC sur une boîte de Petri de taille standard. Par conséquent, pour garantir qu'un échantillon produira des UFC dans cette plage, il faut diluer l'échantillon et étaler plusieurs dilutions sur plusieurs boîtes. Généralement, on utilise des dilutions d'un facteur 1/10 et la série de dilutions est étalée en 2 ou 3 réplicats sur la plage de dilutions choisie. L'UFC/plaque est lue à partir d'une plaque dans la plage linéaire, puis l'UFC/g (ou UFC/mL) de l'original est déduite mathématiquement, en tenant compte de la quantité de plaques et de son facteur de dilution.

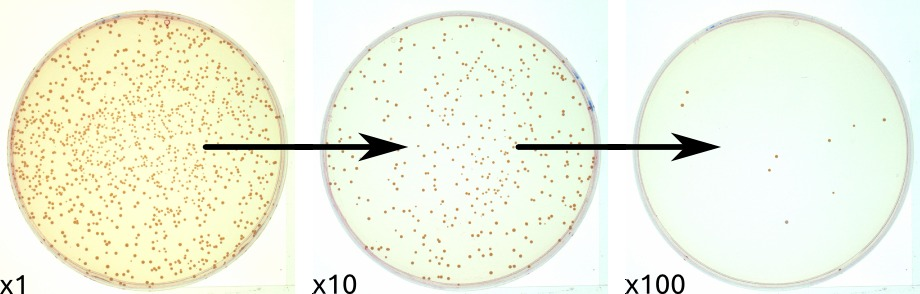
Une solution de bactéries à une concentration inconnue est souvent diluée en série afin d'obtenir au moins une plaque avec un nombre dénombrable de bactéries. Sur cette figure, la plaque "x10" convient au comptage.

Un avantage de cette méthode est que différentes espèces microbiennes peuvent donner naissance à des colonies qui sont clairement différentes les unes des autres, à la fois microscopiquement et macroscopiquement. La morphologie des colonies peut être d'une grande utilité pour l'identification du micro-organisme présent[réf. nécessaire].
Une compréhension préalable de l'anatomie microscopique de l'organisme peut donner une meilleure compréhension de la façon dont les UFC/mL observés se rapportent au nombre de cellules viables par millilitre. Alternativement, il est possible de diminuer le nombre moyen de cellules par UFC dans certains cas en vortexant l'échantillon avant d'effectuer la dilution. Cependant, de nombreux micro-organismes sont délicats et subiraient une diminution de la proportion de cellules viables placées dans un vortex.

### Notation logarithmique
Les concentrations d'unités formant colonie peuvent être exprimées en utilisant la notation logarithmique, où la valeur indiquée est le logarithme en base 10 de la concentration,,. Cela permet de calculer la réduction logarithmique d'un processus de décontamination comme une simple soustraction.

## Utilisations
Les unités formant colonies sont utilisées en microbiologie pour quantifier les résultats dans de nombreuses méthodes de comptage et d'étalement sur gélose, notamment :
- La méthode de la plaque coulée dans laquelle l'échantillon est mis en suspension dans une boîte de Petri en utilisant de la gélose fondue refroidie à environ 40-45 °C (juste au-dessus du point de solidification pour minimiser la mort cellulaire induite par la chaleur). Une fois la gélose nutritive solidifiée, la plaque est incubée[9].
- La méthode de la plaque tartinée dans laquelle l'échantillon (dans un petit volume) est réparti sur la surface d'une plaque de gélose nutritive et laissé sécher avant l'incubation pour le comptage.
- La méthode du filtre à membrane dans laquelle l'échantillon est filtré à travers un filtre à membrane, puis le filtre placé à la surface d'une plaque de gélose nutritive (côté bactérie vers le haut). Pendant l'incubation, les nutriments passent à travers le filtre pour nourrir les cellules en croissance. Comme la surface de la plupart des filtres est inférieure à celle d'une boîte de Petri standard, la plage linéaire des comptages sera moindre.
- Les méthodes de Miles et Misra (ou méthode de dépôt sur plaque) où un très petit aliquot (généralement environ 10 microlitres) d'échantillon de chaque dilution en série est déposé sur une boîte de Petri. La gélose doit être lue pendant que les colonies sont très petites pour éviter la perte d'UFC lors de leur croissance[10].

Cependant, avec les techniques qui nécessitent l'utilisation d'une plaque avec une gélose, aucune solution fluide ne peut être utilisée car la pureté de l'échantillon ne peut pas être identifiée et il n'est pas possible de compter les cellules une par une dans le liquide.

## Outils pour compter les colonies

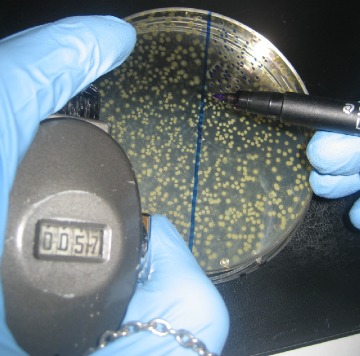
Manière traditionnelle d'énumérer les UFC avec un "compteur de clics" et un stylo. Lorsque les colonies sont trop nombreuses, il est courant de ne compter les UFC que sur une fraction de la boîte.

Le comptage des colonies est traditionnellement effectué manuellement à l'aide d'un stylo et d'un compteur de clics. Il s'agit généralement d'une tâche simple, mais elle peut devenir très laborieuse et longue lorsque de nombreuses plaques doivent être dénombrées. En alternative, des solutions semi-automatiques (logiciels) et automatiques (matériel + logiciel) peuvent être utilisées.

### Logiciel de comptage des UFC
Les colonies peuvent être dénombrées à partir d'images de boîtes analysées par des logiciels. Les expérimentateurs prennent généralement une photo de chaque plaque dont ils ont besoin pour compter, puis analysent toutes les images (cela peut être fait avec un simple appareil photo numérique ou même une webcam). Comme il faut moins de 10 secondes pour prendre une seule photo, au lieu de plusieurs minutes pour compter les UFC manuellement, cette approche permet généralement de gagner beaucoup de temps. De plus, elle est plus objective et permet d'extraire d'autres variables telles que la taille et la couleur des colonies.
En voici trois exemples :
- OpenCFU est un programme gratuit et open-source conçu pour optimiser la facilité d'utilisation, la vitesse et la fiabilité. Il offre une large gamme de filtres et de commandes ainsi qu'une interface utilisateur moderne. OpenCFU est écrit en C++ et utilise OpenCV pour l'analyse d'images[12]
- NICE est un programme écrit en MATLAB qui permet de compter facilement les colonies à partir d'images[13],[14]
- ImageJ et CellProfiler : certaines macros et plugins ImageJ[15] et certains pipelines CellProfiler[16] peuvent être utilisés pour compter les colonies. Cela nécessite souvent que l'utilisateur modifie le code afin d'obtenir un flux de travail efficace, mais peut s'avérer utile et flexible. Un problème majeur est l'absence d'interface graphique spécifique qui peut rendre fastidieuse l'interaction avec les algorithmes de traitement.

En plus des logiciels basés sur des ordinateurs de bureau traditionnels, des applications pour les appareils Android et iOS sont disponibles pour le comptage semi-automatisé et automatisé des colonies. La caméra intégrée est utilisée pour prendre des photos de la plaque d'agar et un algorithme interne ou externe est utilisé pour traiter les données d'image et pour estimer le nombre de colonies,,,.

### Systèmes automatisés
De nombreux systèmes automatisés sont utilisés pour contrer l'erreur humaine, car bon nombre des techniques de recherche effectuées par les humains pour compter les cellules individuelles présentent un risque élevé d'erreur. Étant donné que les chercheurs comptent régulièrement manuellement les cellules à l'aide d'une lumière transmise, cette technique sujette aux erreurs peut avoir un effet significatif sur la concentration calculée dans le milieu liquide principal lorsque les cellules sont en petit nombre.

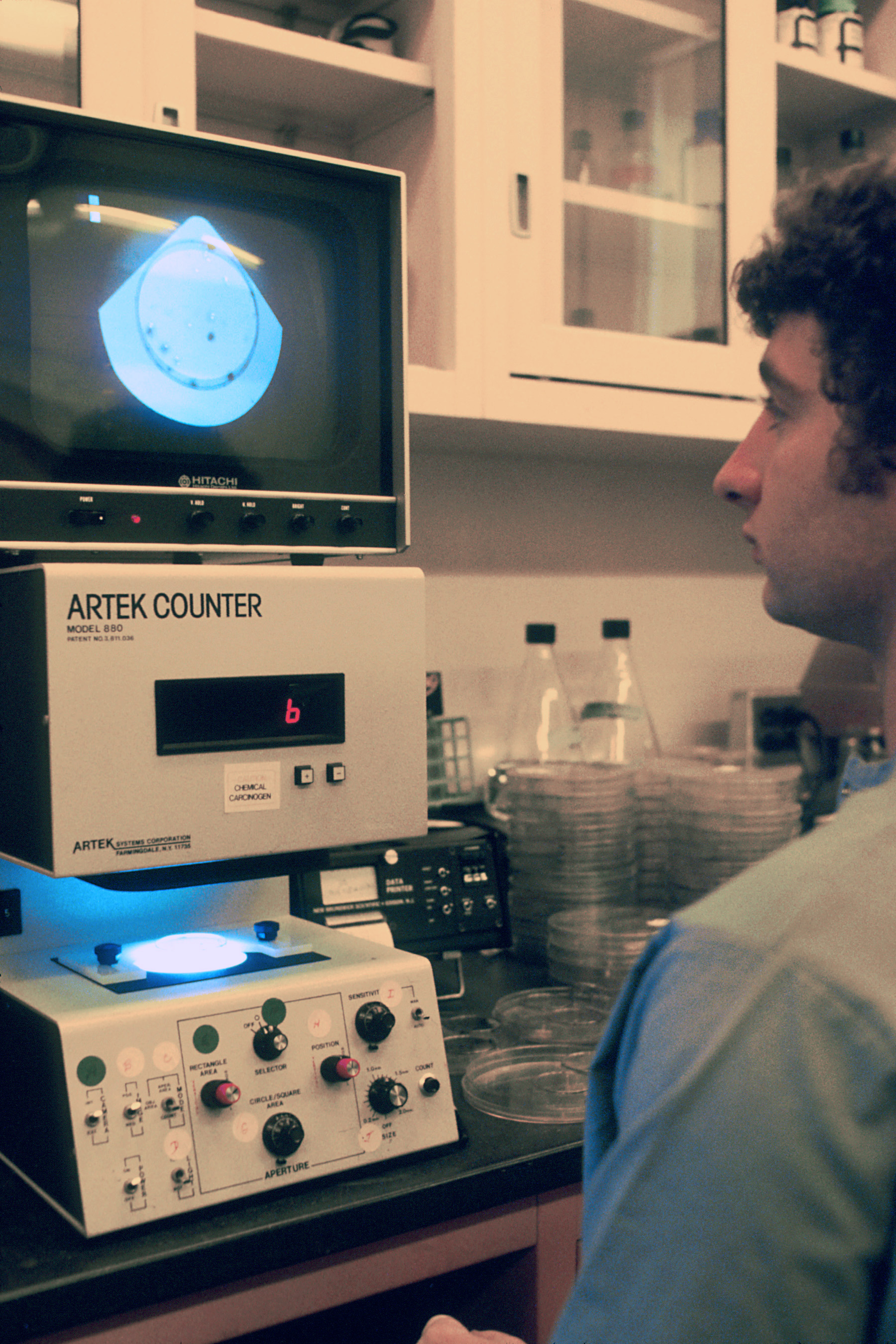
Un compteur de colonies automatisé utilisant le traitement d'image.

Des systèmes entièrement automatisés sont également disponibles auprès de certains fabricants de biotechnologies,. Ils sont généralement coûteux et pas aussi flexibles que les logiciels autonomes, car le matériel et les logiciels sont conçus pour fonctionner ensemble pour une configuration spécifique[réf. nécessaire]. Alternativement, certains systèmes automatiques utilisent le paradigme du placage en spirale.
Certains des systèmes automatisés tels que ceux issus de MATLAB permettent de compter les cellules sans avoir à les colorer. Cela permet aux colonies d'être réutilisées pour d'autres expériences sans risque de tuer les micro-organismes colorés. Cependant, un inconvénient de ces systèmes automatisés est qu'il est extrêmement difficile de différencier les micro-organismes avec de la poussière ou des rayures sur des plaques de gélose sanguine, car la poussière et les rayures peuvent créer une combinaison très diversifiée de formes et d'apparences.

### Unités alternatives
Au lieu d'unités formant colonie, les paramètres Nombre le plus probable (NPP) et Unités de Fishman modifiées (MFU) peuvent être utilisés. La méthode du nombre le plus probable compte les cellules viables et est utile lors de l'énumération de faibles concentrations de cellules ou de l'énumération des microbes dans les produits où les particules rendent le comptage sur plaque peu pratique. Les unités Fishman modifiées tiennent compte des bactéries viables mais non cultivables.